# Strada statale 246 di Recoaro
La ex strada statale 246 di Recoaro (SS 246), ora strada provinciale 246 Recoaro (SP 246), è una strada provinciale italiana che collega la frazione Alte Ceccato di Montecchio Maggiore a Valli del Pasubio attraverso la Valle dell'Agno.

## Percorso
La strada ha inizio dalla ex strada statale 11 Padana Superiore nella frazione di Alte Ceccato del comune di Montecchio Maggiore. Attraversato lo stesso comune, prosegue verso nord nella valle dell'Agno per giungere a Valdagno. Il tracciato giunge poi a Recoaro Terme, dopo il quale la strada piega ad est superando il passo Xon e arrivando ad immettersi sulla ex strada statale 46 del Pasubio a Valli del Pasubio.

È facilmente osservabile il cippo di origine della strada statale (dell'ANAS) nell'incontro sulla SS 11. Così come si osservano nei tratti urbani di Montecchio Maggiore e Valdagno i vecchi cippi chilometrici (ben conservati i cippi ai km 20, 21, 23, 24 e 26).
Fra il 1880 e il 1980 la strada fu interessata dalla presenza del binario della tranvia Vicenza-Valdagno-Recoaro Terme, che contribuì in maniera determinante all'industrializzazione delle località servite.

### Principali diramazioni
- Strada provinciale 33 Montorsina
- Strada provinciale 120 Cordellina
- Strada provinciale 93 Arzignanese (ex 1 Arzignanese)
- Strada regionale 246 di Montecchio Maggiore
- Strada provinciale 89 delle Tezze
- Strada provinciale 87 di Trissino
- Strada provinciale 35 Peschiera dei Muzzi
- Strada provinciale 39 di Brogliano
- Strada provinciale 124 Priabonese
- Strada provinciale 133 Variante di Cornedo (ex strada regionale 246)
- Strada provinciale 38 della Selva
- Strada provinciale 44 Campanella
- Strada provinciale 134 Tunnel Schio Valdagno
- Strada provinciale 45 Passo dello Zovo
- Strada provinciale 100 di Recoaro Mille
- Strada provinciale 99 Campogrosso

### Varianti
L'attraversamento del comune di Montecchio Maggiore è da anni problematico anche se dalla fine del 2006 è stata costruita una bretella (strada regionale 246 di Montecchio Maggiore) a due carreggiate che funge da tangenziale tagliando completamente il centro cittadino e prosegue ricollegandosi in direzione della Valle dell'Agno alla SS 246; per il grosso volume di traffico che la strada si trova a dover sopportare da quel tratto in poi si dovrebbe trovare soluzione con la costruzione della superstrada Pedemontana Veneta che si dovrebbe collegare a tale variante.
Dal 2001 è stata costruita una variante per il tratto urbano di Valdagno (tratta della strada provinciale 134 Tunnel Schio Valdagno) e nel 2005 una variante per il centro di Cornedo Vicentino (strada provinciale 133 Variante di Cornedo).

## Gestione
In seguito al decreto legislativo n. 112 del 1998, dal 1º ottobre 2001 la gestione è passata dall'ANAS alla Regione Veneto, che ha provveduto al trasferimento al demanio della Provincia di Vicenza, la quale ha successivamente delegato le competenze alla società Vi.abilità.
I tratti urbani di Montecchio Maggiore (dal km 0 al km 4) e di Valdagno (dal km 20 al km 24,5) sono gestiti dagli stessi comuni.